# Premio Nacional de Culturas Populares de Venezuela
El Premio Nacional de Saberes Tradicionales de Venezuela, denominado anteriormente como el Premio Nacional de Cultura Popular, es un galardón bienal entregado a diversos artistas e investigadores de ese país, específicamente por el cultivo, estudio y preservación de las tradiciones y el folclore venezolano. Es uno de los Premios Nacionales de Cultura.
Su galardón se entrega continuamente desde 1986. La concesión del premio se hizo anualmente desde su primera edición hasta 2001, cuando tomó una frecuencia bienal. Una excepción a esta regla fue la del 2003, cuando se esperó tres años para conferir el siguiente premio, y luego retornar a su entrega bienal.
En agosto de 2014, el nombre del galardón fue modificado, recibiendo el nombre de Premio Nacional de Saberes Tradicionales, luego de una solicitud formulada por el Ministro de Cultura.
Para la edición del bienio 2021-2022, la categoría recuperó parcialmente su nombre anterior, pasando a llamarse «Culturas Populares», separando a la de «Saberes Populares» en otro renglón.

## Lista de galardonados
| Año       | Artista                                                    |
| --------- | ---------------------------------------------------------- |
| 1986      | Juan Félix Sánchez                                         |
| 1987      | Miguel Acosta Saignes                                      |
| 1988      | Isabel Artetz                                              |
| 1989      | Fernando Madriz Galindo                                    |
| 1990      | Fredy Reyna                                                |
| 1991      | Luis Mariano Rivera                                        |
| 1992      | Mariano Díaz                                               |
| 1993      | Desierto                                                   |
| 1994      | Fray Cesáreo de Annellada                                  |
| 1995      | Desierto                                                   |
| 1996      | Desierto                                                   |
| 1997      | Antonio José Fernández                                     |
| 1998      | Juan de los Santos Contreras, alias El Carrao de Palmarito |
| 1999      | Juan Esteban García                                        |
| 2000      | Cirilo Mendoza                                             |
| 2001      | Antonia Azuaje                                             |
| 2003      | Zobeida Jiménez                                            |
| 2005      | Rafaela Baroni                                             |
| 2007      | María Rodríguez                                            |
| 2010      | Pedro Ramón Reyes Millán                                   |
| 2012      | José Elías Villarroel                                      |
| 2012-2014 | Jesús Coelo Chirinos                                       |
| 2015-2016 |                                                            |
| 2017-2018 |                                                            |
| 2019-2020 | Oswaldo Lares Soto                                         |
| 2021-2022 | Jesús Ismael Querales                                      |